# Мирко Роквић Шоша
Мирко Роквић Шоша (Трубар, код Дрвара, 15. октобар 1922 — Београд, 6. децембар 2004) био је учесник Народноослободилачке борбе и народни херој Југославије.

## Биографија
Рођен је 15. октобра 1922. године у селу Трубар, код Дрвара. Потицао је из земљорадничке породице. После завршетка основне школе, све до почетка Другог светског рата, 1941. године, бавио се земљорадњом.
После избијања устанка у Босанској крајини, јула 1941. године, прикључио се устаницима и био борац Трубарске чете. Током лета са овом четом учествовао је у борбама код села Тишковаца, Стрмице, Голубића и Плавна. У јесен, после реорганизације устаничких јединица, заједно са групом бораца из свог села укључен је у Дрварску партизанску чету и са њом учествује у борбама против Италијана, усташа и четника код Дрвара, Гламоча, Ливна и Грахова.
Миркова је чета најпре била у саставу Петог крајишког партизанског одреда, а од када је августа 1942. године формирана Трећа крајишка ударна бригада, ушла је у њен састав. Као искусан и храбар борац, Мирко је био постављен за пушкомитраљесца у Врточкој чети Првог дрварског батаљона. У току септембра, за време борби код Бихаћа и Цазина, истакао се када је са својим пушкомитраљезом штитио одступницу свом батаљону. За овај подвиг је добио похвалу од Штаба Треће крајишке бригаде.
Децембра 1942. године истакао се у борбама за Теслић и био рањен. Почетком 1943. године, током борби за време Четврте непријатељске офанзиве, иако рањен успео је да од непријатеља зароби немачки митраљез, тзв. „шарац”. Поред храбрости, Мирко је остао код својих ратних другова остао упамћен и по пожртвованости — често је остајао последњи штитећи одступницу својим друговима приликом повлачења. У једној борби са Италијанима, код Бијелог Поља почетком 1943. године, последњи се повукао са положаја и попео се уз брдо носећи рањену болничарку Даницу Балабан-Родић.
У борбама током Пете непријатељске офанзиве, истакао се у борбама против Немаца, код Лучких колиба и у Миљевини, када је заједно са још неколико бораца нанео веће губитке Немцима. Посебно се истакао, августа 1943. године приликом напада на Бугојно, када је са још два борца убио и ранио око 40 усташа и уништио два бункера. Овај његов велики успех је отворио пут Трећој крајишкој бригади кроз спољну одбрану у град.
Поново се истакао приликом борби са усташама код Дувна. Тада је дејствујући својим „шарцем” зауставио усташки напад и омогућио борцима свог батаљона да се безбедно повуку. За овај подвиг добио је похвалу од Штаба Друге пролетерске дивизије. У борби са Немцима, на Купрешким вратима, код Купрешког поља, готово читавог дана је спречавао продор немачке пешадије ка Купресу. Тада је веома вештим дејствовањем збуњивао непријатеља — дејствовао је кратким рафалима и тако скривао положај, па Немци нису могли лако открити где се крије то „митраљеско гнездо”. Када је пао сумрак, повукао се са положаја и једва сустигао своју чету, која се повукла још раније. Иза себе је оставио око 40 мртвих Немаца. За овај подвиг био је похваљен од стране Штаба Треће крајишке бригаде и Штаба Прве пролетерске дивизије, а о овом подвигу је говорила и радио-станица Слободна Југославија.
Јуна 1944. године, у борбама код Доњег Вакуфа, Мирко је са својим водом био одсечен. После борбе, стицајем околности, бригада је отишла у једном, а Мирков вод у другом правцу. Бригада је отишла преко пруге Сарајево—Мостар за Санџак и Србију. После дужег лутања, Мирко је одлучио да преко локалних партизанских јединица успостави везу са бригадом, радио-везом, па је Трећу крајишку бригаду сустигао тек на Златибору.
Учествовао је борбама у западној Србији и Шумадији, а посебно се истакао у борби за Ваљево, када је успео да зароби три противтенковска топа. Потом је учествовао у борбама за ослобођење Београда, као и у борбама на Сремском фронту. У борби код села Ђелетоваца, у близини Нијемаца, у западном Срему, априла 1945. године, био је тешко рањен. Он је тада својим пушкомитраљезом спречевао продор немачких снага преко моста на реци Босут. Ово је било његово седмо рањавање, после кога је морао напустити јединицу и ићи на лечење.
После ослобођења Југославије, Мирко је наставио војну каријеру и био официр Југословенске армије (ЈА).
Умро је 6. децембра 2004. године у Београду и сахрањен је у Алеји народних хероја на Новом гробљу у Београду.
Носилац је Партизанске споменице 1941. и других југословенских одликовања, међу којима су Орден за храброст и др. Орденом народног хероја одликован је, међу првим борцима НОВ и ПОЈ, 13. марта 1945. године Указом Председништва АВНОЈ-а.